# Filodes sexpunctalis
Filodes sexpunctalis là một loài bướm đêm trong họ Crambidae.